# Nicola LeFanu
Nicola Frances LeFanu (Wickham Bishops, Essex, Anglaterra, 28 d'abril de 1947) és una compositora, acadèmica, conferenciant i directora britànica.

## Biografia
Nicola LeFanu és filla William LeFanu i Elizabeth Maconchy (també compositora, més tard senyora Elizabeth LeFanu). Va estudiar al "St Hilda's College" d'Oxford, abans d'obtenir una "Harkness Fellowship" a Harvard. El 1972 va guanyar la beca Mendelssohn. Més tard es va convertir en directora de música a la "St Paul's Girls' School" (1975–77), va ensenyar al "King's College" de Londres (1977–1995, com a professora, professora sènior i professora), i després va ser professora de música a la Universitat de York, on va ser cap de departament de 1994 a 2001. Es va retirar de la docència l'any 2008.
El 1979 es va casar amb el compositor David Lumsdaine.
Va obtenir un doctorat en música per la Universitat de Londres el 1988 i és doctora honoris causa per les Universitats de Durham i Aberdeen i per la Universitat Oberta. És activa en molts aspectes de la professió musical, com a compositora, professora i directora.

## Obres
LeFanu ha escrit una seixantena d'obres, incloent música per a orquestra, grups de cambra i veus (inclosos quatre quartets de corda) i sis òperes. La seva música és publicada per Chester Novello i Edition Peters.
Òpera

- Dawnpath, una òpera de cambra (1977),
- La història de Mary O'Neill, una òpera radiofònica (1986)
- The Green Children, una òpera infantil amb llibret de Kevin Crossley-Holland (1990), basada en els nens verds de Woolpit
- Noces de sang (1992, llibret de Debra Levy d'acord amb Federico García Lorca)
- The Wildman, una altra col·laboració amb Crossley-Holland, encarregada per la Fundació Aldeburgh i representada per primera vegada el juny de 1995
- Light Passing (libret de John Edmonds, BBC/NCEM, York, 2004), que va tocar per al públic exhaurit i va rebre elogis de la crítica.[6]

Orquestral

- El paisatge ocult (1973)
- Columbia Falls (1975)
- Concert per a saxo (1989)
- Concertino per a orquestra de cambra (1997)
- Amors per a trompa solista i orquestra de corda (2003)
- Threnody (2015)
- The Crimson Bird (2016) (Text del poema Siege de John Fuller)

## Cambra
- Catena per a onze cordes solistes (2001)
- Eco i Narcís per a dos pianos
- Llocs invisibles per a clarinet i quartet de corda (1986)
- Moon Over The Western Ridge, Mootwingee per a quartet de saxos (1985)
- Trio amb piano (2003)
- Sextet (1986)
- Cançons sense paraules per a clarinet i trio de corda (2005)
- Cançons per a Jane per a soprano i viola (2005), "escrita per a la meva cosina Jane Darwin" i dedicada "per a que Carola li canti a Jane"[7]
- Quartet de corda núm. 1 (1988)
- Quartet de corda núm. 2 (1997)
- Quartet de corda núm. 3 (2010)
- String Quartet No 4, estrenat pel Bingham String Quartet a York, 2 de setembre de 2016.
- Quartet de corda núm. 5 (2022)

## Enregistraments
- Els enregistraments de quatre peces orquestrals - The Crimson Bird, The Hidden Landscape, Columbia Falls i Threnody - van ser emesos per NMC el 2020.[8]
- Una col·lecció de la seva música de cambra de Gemini, publicada el 2024, inclou The Same Day Dawns (1974, per a soprano i cinc instruments),
- The Moth Ghost (2020 per a soprano i piano),
- el Sextet (1996)
- el Piano Trio (2003).[9]
- Gemini també va gravar llocs invisibles i cançons sense paraules el 2017.[10]